# Ambon (město)
Ambon je hlavní město indonéské provincie Moluky. V roce 2023 zde žilo 354 tisíc obyvatel, díky čemuž tak o nejlidnatější město této provincie. V roce 2019 se město stalo Městem hudby, když jím bylo vyhlášeno organizací UNESCO; město je často označováno jako "indonéské město hudby". Název města je odvozen od slova "ambon", což lze v ambonštině přeložit jako "krásný". Ve městě žijí lidé z celé řady různých etnik, a to jak domorodých, tak přistěhovalců ze zahraničí (typicky z Číny, Španělska, Nizozemska nebo Portugalska). V letech 1999 až 2002 nicméně ve městě proběhly rasové nepokoje. 
Město bylo kolonizováno Portugalskem již v roce 1526, v roce 1605 nicméně oblasti ovládlo Nizozemsko, které v oblasti vládlo až do roku 1945, kdy se Indonésie stala nezávislým státem. Město leží v oblasti s ekvatoriálním podnebím. 